# Монте Ђове (Пезаро и Урбино)
Монте Ђове је насеље у Италији у округу Пезаро и Урбино, региону Марке.
Према процени из 2011. у насељу је живело 2 становника. Насеље се налази на надморској висини од 218 м.